# Grupo dos Amigos de Olivença

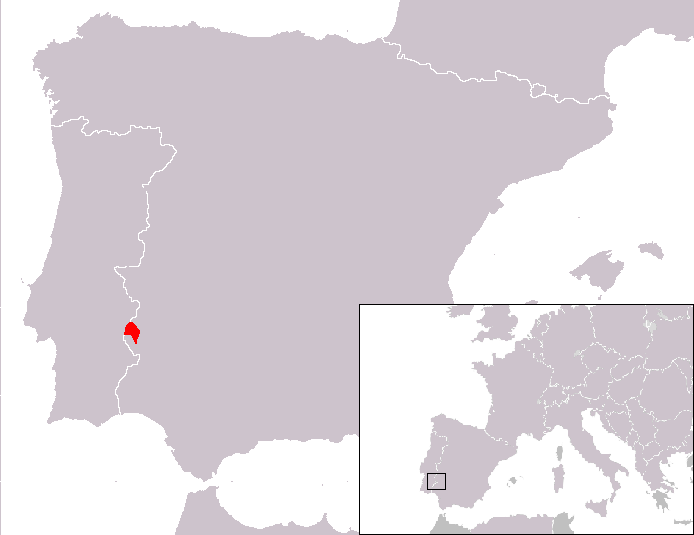
Localização do município de Olivença na Península Ibérica

O Grupo dos Amigos de Olivença-Sociedade patriótica (GAO) é uma organização nacionalista e irredentista portuguesa, sediada em Lisboa. Foi criada durante o Estado Novo e promove acções para reivindicar a soberania portuguesa sobre as vilas de Olivença e Talega.

## História
Foi fundada em Lisboa a 15 de Agosto de 1938, com o nome de Sociedade Pró-Olivença, por iniciativa de Ventura Ledesma Abrantes, livreiro; de Amadeu Rodrigues Pires e de Francisco Sousa Lamy, estes dous últimos comerciantes. A associação foi bem recebida pelas autoridades salazaristas e em 1944 adoptou o nome atual.  Teve como sócios fundadores personagens importantes da época como o general Humberto Delgado.
Depois da Revolução de 25 de Abril, o grupo entrou em crise, perdera o apoio que tinha recebido até então do Estado português. 
O Comité Olivença Portuguesa está integrado no GAO, com sede em Estremoz.